# The Million Dollar Duck
The Million Dollar Duck (Brasil: A Pata de Um Milhão de Dólares ou Esse Pato Vale Ouro) é um filme estadunidense de 1971, dos gêneros comédia e fantasia, dirigido por Vincent McEveety para a Disney. O roteiro faz referência à fábula de Esopo A gansa dos ovos de ouro.

## Sinopse
O cientista Albert Dooley é casado com Katie, uma dona de casa amorosa e atrapalhada. O casal está com problemas financeiros e Albert desagrada seu filho pequeno Jimmy quando se recusa a comprar para ele um filhote de cão por não ter disponível 50 dólares. No trabalho, Albert leva para um teste de aprendizagem um pato que, apesar de vários meses de treino, não consegue apertar o botão correto que lhe forneceria comida. Em uma das tentativas erradas, a ave aperta o botão que emite uma gravação de um cão latindo e imediatamente bota um ovo, pois na verdade é uma pata. Ao perambular pelo laboratório a pata sofre acidentalmente uma descarga de radiação mas aparentemente não é afetada. O chefe de Albert quer se livrar da pata e o cientista a leva para casa. O pequeno Jimmy se afeiçoa a ave e a adota como seu mascote, dando-lhe o nome de Charlie.
O vizinho de Albert é o agente da Receita Federal Finley Hooper. Ele tem um cão que, ao latir, faz com que Charlie bote um ovo, repetindo o reflexo condicionado que adquirira no laboratório. Albert fica com medo de comer os ovos pois sabia que Charlie entrara em contato com radiação e vai enterrá-los no quintal mas deixa cair um e descobre que a gema era ouro puro. Albert conta o fato ao seu outro vizinho, o advogado iniciante  Fred Hines, e juntos tentam arrumar meios de legalizarem a fortuna recem-adquirida. Mas os ovos logo chamam a atenção das autoridades monetárias americanas e o agente Hooper fica designado para descobrir o segredo de seu vizinho Albert.

## Elenco
- Dean Jones...Professor Albert Dooley
- Sandy Duncan...Katie Dooley
- Joe Flynn...Finley Hooper
- Tony Roberts...Fred Hines
- James Gregory...Rutledge
- Lee Montgomery...Jimmy Dooley
- Jack Kruschen...Doutor Gottlieb
- Virginia Vincent...Eunice Hooper
- Jack Bender...Arvin Wadlow
- Billy Bowles...Orlo Wadlow
- Sammy Jackson...Frisby
- Arthur Hunnicutt...Mr. Purdham
- Frank Wilcox...Bank Manager

## Quadrinhos
Como era comum nas produções Disney, o filme foi adaptado para os quadrinhos, desenhado por Dan Spiegle e publicado pela primeira vez em outubro de 1971 (Editora Dell/Western). No Brasil, a aventura apareceu na revista Almanaque Disney, número 18, novembro de 1972 com o nome de "Esse pato vale ouro".